# Обёртышев, Николай Михайлович
Никола́й Миха́йлович Обёртышев (7 июня 1934 — 27 августа 2007) — российский дипломат.

## Биография
Окончил Московский государственный институт международных отношений (МГИМО) МИД СССР. На дипломатической работе с 1964 года.
- В 1964—1971 годах — сотрудник Посольства СССР в Нидерландах и центрального аппарата МИД СССР.
- В 1971—1979 годах — помощник заместителя министра иностранных дел СССР.
- В 1979—1986 годах — советник, советник-посланник Посольства СССР в Швейцарии.
- В 1986—1988 годах — эксперт, заместитель заведующего Первым европейским отделом МИД СССР.
- В 1989—1992 годах — генеральный консул СССР, затем России в Мюнхене (ФРГ).
- С 6 августа 1992 по 15 августа 1996 года — чрезвычайный и полномочный посол Российской Федерации в Литовской Республике[1][2].

## Семья
Был женат, имеет сына.

## Дипломатический ранг
Чрезвычайный и полномочный посол (2 июля 1992).

## Награды
- Гранд-офицер ордена Великого князя Литовского Гядиминаса (9 сентября 1996 года, Литва)[4]